# Kelainó
Kelainó nebo Celaeno je v řecké mytologii jméno několika postav:
- Kelainó, jedna z harpyjí kterou Aineiás potkal u Strofades.
- Kelainó, jedna z plejád. Byla prý matkou Lyca a Nyktea, které měla s bohem Poseidónem.
- Kelainó, jedna z danaoven, dcer Danaa. Její matka byla Krinó. Vdala se a zabila Hyperbia, syna Aigypta a Hefaestiné. Někdy je pokládána za matku Kelaena (syn Poseidóna).
- Kelainó, jedna z amazonek. Byla zabita Héraklem.
- Kelainó, dcera Hyamova a vnučka Lycorova. Byla matkou Delpha kterého měla s bohem Apollónem.